# (332183) Jaroussky
(332183) Jaroussky est un astéroïde de la ceinture principale.

## Description
(332183) Jaroussky est un astéroïde de la ceinture principale. Il fut découvert le 28 janvier 2006 à Nogales par Jean-Claude Merlin. Il présente une orbite caractérisée par un demi-grand axe de 2,80 UA, une excentricité de 0,20 et une inclinaison de 9,2° par rapport à l'écliptique.
Il est nommé d'après Philippe Jaroussky, contreténor français.

## Compléments